# Альварадо, Майк
Майк Альварадо (англ. Mike Alvarado; род. 28 июля 1980 года, Денвер, Колорадо, США) — американский боксёр-профессионал, выступающий в полусредней (до 66,7 кг) и первой полусредней весовой категории (до 63,5 кг).

## Любительская карьера
На любительском ринге Альварадо провёл 41 бой, в 36 одержал победу.
Двукратный чемпион штата Колорадо. В 2001 году проиграл Андре Диреллу. В 2003 году принял участие на чемпионате США.

## Профессиональная карьера
Альварадо дебютировал на профессиональном ринге в феврале 2004 года. В 2007 году решением большинства судей победил мексиканца Карлоса Молину.
9 мая 2008 года в рейтинговом поединке нокаутировал американца Майкла Росалеса (20-1).
В мае 2011 года нокаутировал боксёра из Ганы, Рэя Наха и завоевал титул континентальной Америки по версии WBC. В июле 2011 года завоевал латиноамериканский титул по версии IBF, победив мексиканца Габриэля Мартинеса. В первой защите титула нокаутировал колумбийца Брйедиса Прейскота.
14 апреля 2012 года Альварадо победил по очкам американского боксёра, Маурисио Эрреру.
13 октября 2012 года потерпел первое поражение в карьере. Проиграл нокаутом американцу Брендону Риосу.
30 марта 2013 года в реванше Майк Альварадо победил по очкам Брендона Риоса и завоевал титул временного чемпиона мира по версии WBO.
19 октября 2013 года потерпел второе поражение в карьере, проиграв техническим нокаутом россиянину Проводникову Руслану.

## Таблица боёв
В таблице перечислены результаты всех поединков боксёров.
В каждой строке указан результат поединка. Дополнительно номер поединка обозначен цветом, который обозначает итог поединка. Расшифровка обозначений и цветов представлена в нижеследующей таблице.
| Пример | Расшифровка                     |
| ------ | ------------------------------- |
|        | Победа                          |
|        | Ничья                           |
|        | Поражение                       |
|        | Планируемый поединок            |
|        | Поединок признан несостоявшимся |
| КО     | Нокаут                          |
| ТКО    | Технический нокаут              |
| PTS    | Решение судей (по очкам)        |
| UD     | Единогласное решение судей      |
| MD     | Решение большинства судей       |
| SD     | Раздельное решение судей        |
| RTD    | Отказ от продолжения боя        |
| DQ     | Дисквалификация                 |
| NC     | Поединок признан несостоявшимся |

| Результат | Дата             | Соперник                        | Место боя                     | Подробности       | Комментарии |
| --------- | ---------------- | ------------------------------- | ----------------------------- | ----------------- | --- |
| 40-5      | 12 апреля 2019   | Арнольд Барбоза Мл. (20-0)      | Лос-Анджелес, США             | KO 3 (10), 0:49   | Бой за титул NABF Junior в первом полусреднем весе. Альварадо в нокдауне в 3 раунде.                                                         |
| 40-4      | 13 октября 2018  | Робби Кэннон (16-13-3)          | Оклахома-Сити, США            | TKO 2 (6), 0:41   | |
| 39-4      | 30 июня 2018     | Мартин Ангел Мартинес (18-14-1) | Оклахома-Сити, США            | RTD 9 (10), 3:00  | Мартинес не смог продолжить бой из-за рассечения.                                                                                            |
| 38-4      | 19 августа 2017  | Сидни Сикейра (26-12-1)         | Линкольн (Небраска), США      | KO 4 (8), 1:28    | |
| 37-4      | 26 мая 2017      | Мэтью Строд (24-4)              | Чикаго, США                   | TKO 2 (10), 2:40  | |
| 36-4      | 25 июня 2016     | Джош Торрес (15-4-2)            | Даллас, США                   | MD (8)            | Счёт судей: 78-74 77-75 76-76. |
| 35-4      | 19 марта 2016    | Сауль Коррал (19-6)             | Хьюстон, США                  | KO 3 (8), 1:25    | |
| 34-4      | 24 января 2015   | Брэндон Риос (32-2-1)           | Брумфилд, США                 | RTD 3 (12)        | Бой за вакантный титул WBO International в полусреднем весе.                                                                                 |
| 34-3      | 17 мая 2014      | Хуан Мануэль Маркес (55-7-1)    | Инглвуд (Калифорния), США     | UD (12)           | 108-119, 109-117, 109-117. Бой за титул WBO International в полусреднем весе. Альварадо в нокдауне в 8 раунде, Маркес в нокдауне в 9 раунде. |
| 34-2      | 19 октября 2013  | Руслан Проводников (22-2)       | Денвер (Колорадо), США        | RTD 10 (12)       | Проиграл титул WBO в первом полусреднем весе. Проводников получил рассечение в 4 раунде, Альварадо 2 раза в нокдауне в 8 раунде.             |
| 34-1      | 30 марта 2013    | Брэндон Риос (31-0-1)           | Лас-Вегас (Невада), США       | UD (12)           | 115-113, 115-113, 114-113. Выиграл временный титул WBO в первом полусреднем весе.                                                            |
| 33-1      | 13 октября 2012  | Брэндон Риос (30-0-1)           | Карсон (Калифорния), США      | TKO 7 (10), 1:57  | Бой за временный титул WBO Latino в первом полусреднем весе.                                                                                 |
| 33-0      | 14 апреля 2012   | Маурисио Эррера (18-1-0)        | Лас-Вегас (Невада), США       | UD (10)           | 99-91, 97-93, 96-94. |
| 32-0      | 12 ноября 2011   | Брейдис Прескотт (24-3-0)       | Лас-Вегас (Невада), США       | TKO 10 (10), 1:53 | Защитил титул IBF Latino в первом полусреднем весе; Прескотт в нокдауне в 10 раунде.                                                         |
| 31-0      | 30 июля 2011     | Габриэль Мартинес (27-2-1)      | Денвер (Колорадо), США        | UD (10)           | 100-90, 100-89, 99-90. Выиграл титул IBF Latino в первом полусреднем весе.                                                                   |
| 30-0      | 7 мая 2011       | Рэй Нар (25-1-0)                | Лас-Вегас (Невада), США       | RTD 3 (10), 3:00  | Выиграл вакантный титул WBC Continental Americas в первом полусреднем весе.                                                                  |
| 29-0      | 19 февраля 2011  | Дин Харрисон (16-4-0)           | Лас-Вегас (Невада), США       | RTD 4 (8)         | |
| 28-0      | 20 ноября 2010   | Джошуа Бёрнс (3-9-5)            | Тхакервилл (Оклахома), США    | TKO 3 (8)         | |
| 27-0      | 3 апреля 2010    | Ленин Арройо (20-12-1)          | Корпус-Кристи (Колорадо), США | TKO 2 (8)         | |
| 26-0      | 2 мая 2009       | Хоакин Гальярдо (18-7-1)        | Лас-Вегас (Невада), США       | UD (8)            | 80-71, 79-72, 89-71. |
| 25-0      | 7 марта 2009     | Эмануэль Клотти (24-8-1)        | Коммерс-Сити (Колорадо), США  | KO 10 (10)        | 90-80, 90-80, 90-80. |
| 24-0      | 19 декабря 2008  | Мигель Уэрта (27-9-1)           | Денвер (Колорадо), США        | TKO 4 (10)        | |
| 23-0      | 3 октября 2008   | Мануэль Гарника (25-9-0)        | Денвер (Колорадо), США        | TKO 4 (10)        | |
| 22-0      | 26 июля 2008     | Сесар Басан (49-10-1)           | Лас-Вегас (Невада), США       | KO 4 (10)         | |
| 21-0      | 9 мая 2008       | Мишель Росалес (20-1-0)         | Альбукерке (Нью-Мексико), США | TKO 7 (10)        | |
| 20-0      | 15 февраля 2008  | Хесус Родригес (17-2-0)         | Сисеро (Иллинойс), США        | UD 10 (10)        | 100-90, 98-92, 97-93. |
| 19-0      | 1 декабря 2007   | Майкл Кларк (36-4-0)            | Альбукерке (Нью-Мексико), США | TKO 1 (10)        | |
| 18-0      | 24 августа 2007  | Альберто Падийя (7-3-3)         | Чикаго (Иллинойс), США        | TKO 8 (10)        | |
| 17-0      | 8 июня 2007      | Франсиско Кампос (21-9-1)       | Гэри (Индиана), США           | KO 2 (8)          | |
| 16-0      | 16 февраля 2007  | Карлос Молина (8-3-1)           | Сисеро (Иллинойс), США        | MD 8 (8)          | 77-75, 77-75, 76-76. |
| 15-0      | 18 августа 2006  | Эдван Душ Сантуш Барруш (8-2-1) | Пасадина (Техас), США         | UD 8 (8)          | 78-74, 79-73, 78-74. |
| 14-0      | 2 июня 2006      | Максимино Куэвас (8-3-1)        | Тусон (Аризона), США          | RTD 5 (8)         | |
| 13-0      | 31 марта 2006    | Джоэл де ла Торре (10-7-2)      | Логлин (Невада), США          | UD 8 (8)          | 79-73, 79-73, 80-72. |
| 12-0      | 7 октября 2005   | Анхель Роман (6-8-3)            | Лас-Вегас (Невада), США       | UD 6 (6)          | 60-54, 59-55, 59-55. |
| 11-0      | 17 сентября 2005 | Артур Брамбила (8-3-0)          | Финикс (Аризона), США         | UD 6 (6)          | 59-55, 59-55, 60-54. |
| 10-0      | 26 августа 2005  | Чад Лоше (8-5-0)                | Хьюстон (Техас), США          | TKO 3 (6)         | |
| 9-0       | 6 мая 2005       | Соломон Тельес (3-4-1)          | Фоунтайн Хиллс (Аризона), США | TKO 3 (6)         | |
| 8-0       | 19 марта 2005    | Хиларио Лопес (7-2-0)           | Лас-Вегас (Невада), США       | UD 6 (6)          | 58-56, 58-56, 58-56. |
| 7-0       | 18 февраля 2005  | Фелипе Кампанья (2-0-0)         | Фоунтайн Хиллс (Аризона), США | TKO 2 (4)         | |
| 6-0       | 17 декабря 2004  | Фернандо Чакон (2-1-1)          | Идальго (Техас), США          | TKO 3 (6)         | |
| 5-0       | 16 октября 2004  | Эндрю Кион (Дебют)              | Сортон (Колорадо), США        | KO 1 (4)          | |
| 4-0       | 18 сентября 2004 | Канделарио Гарсия (Дебют)       | Денвер (Колорадо), США        | TKO 1 (4)         | |
| 3-0       | 3 июля 2004      | Роберт Хауард (7-21-0)          | Касл-Рок (Колорадо), США      | KO 1 (4)          | |
| 2-0       | 17 апреля 2004   | Руди Крус (3-13-3)              | Темекьюла (Калифорния), США   | TKO 1 (4)         | |
| 1-0       | 28 февраля 2004  | Истафа Джихад (Дебют)           | Сортон (Колорадо), США        | KO 1 (4)          | Профессиональный дебют. |